# Anas laysanensis
Anas laysanensis este o rață endemică a insulelor Hawaii. Dovezile fosile arată că rațele Laysan trăiau odinioară în întregul arhipelag, dar astăzi supraviețuiesc doar pe insula Laysan și pe doi atoli.

## Taxonomie
Numită de Lionel Walter Rothschild în 1892, rața Laysan poartă numele insulei Laysan, una dintre Insulele Hawaii de Nord-Vest. Este  o specie foarte neobișnuită, atât din punct de vedere comportamental, cât și genetic. Dovezi recente sugerează că provine dintr-un strămoș al rațelor sălbatice din Asia de Est și din emisfera sudică, și nu din rațe sălbatice migratoare rătăcite (Anas platyrhynchos), așa cum s-a raportat în trecut.

## Galerie

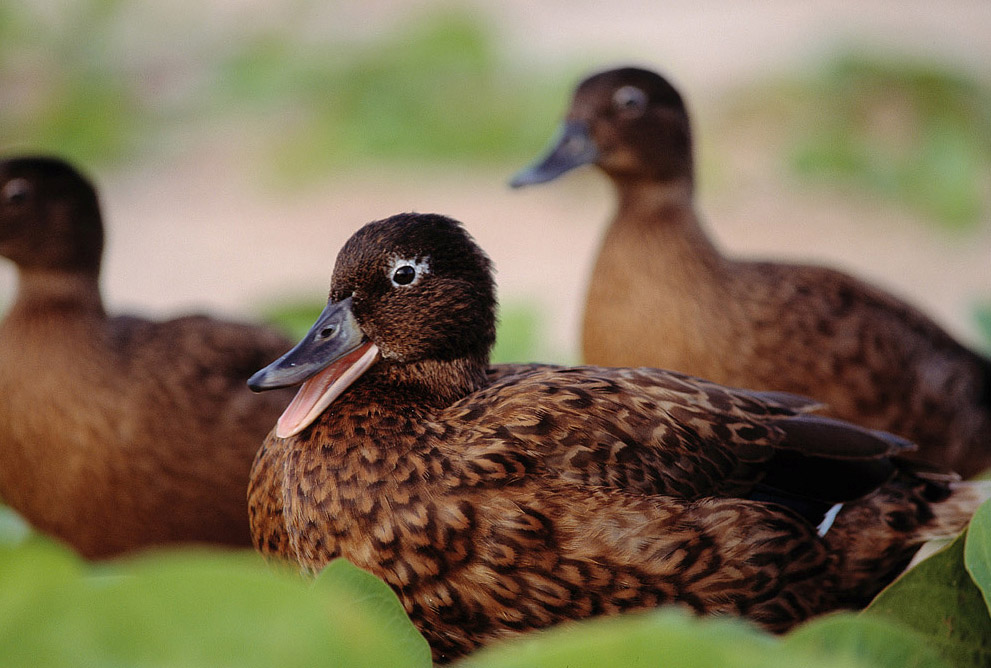
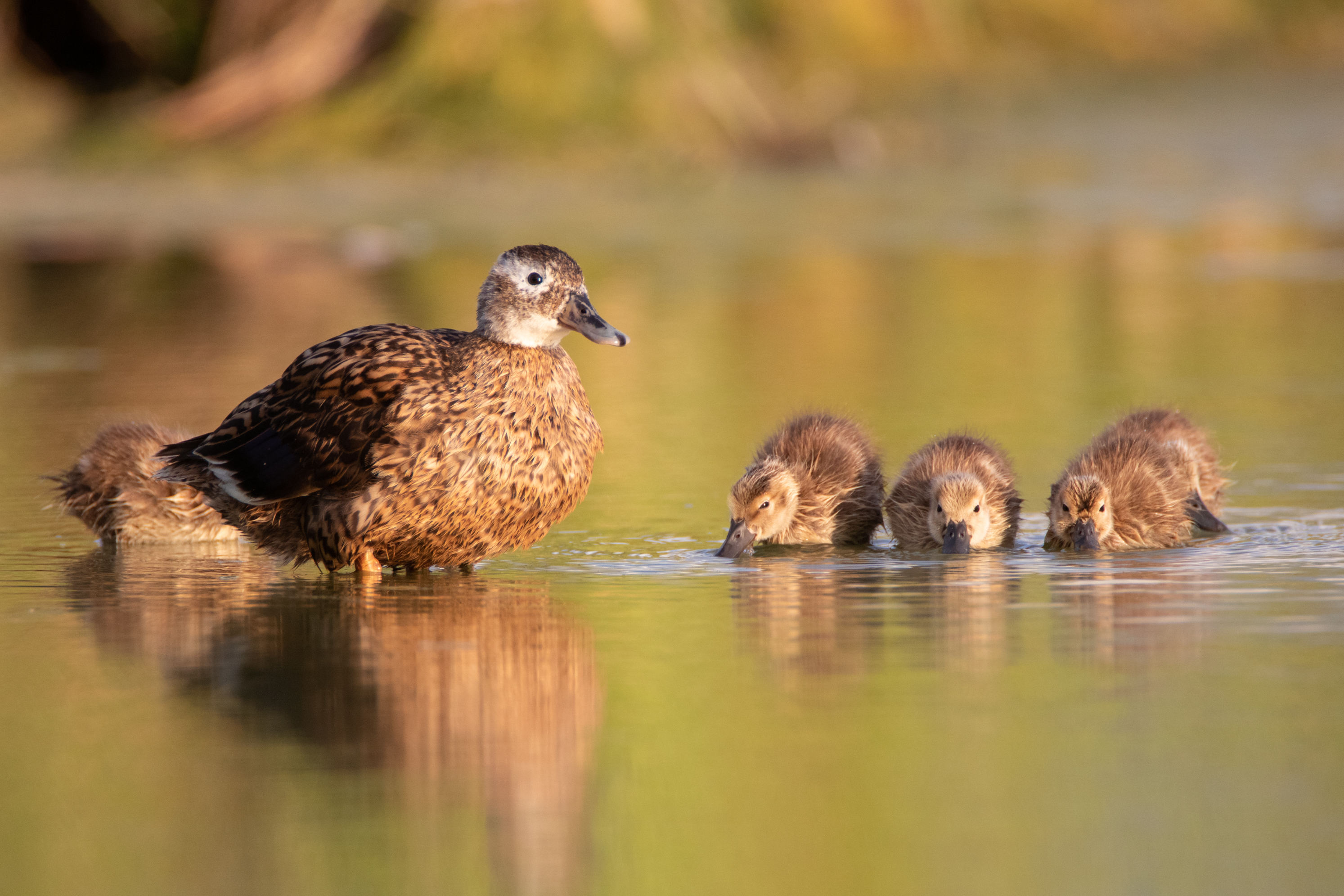
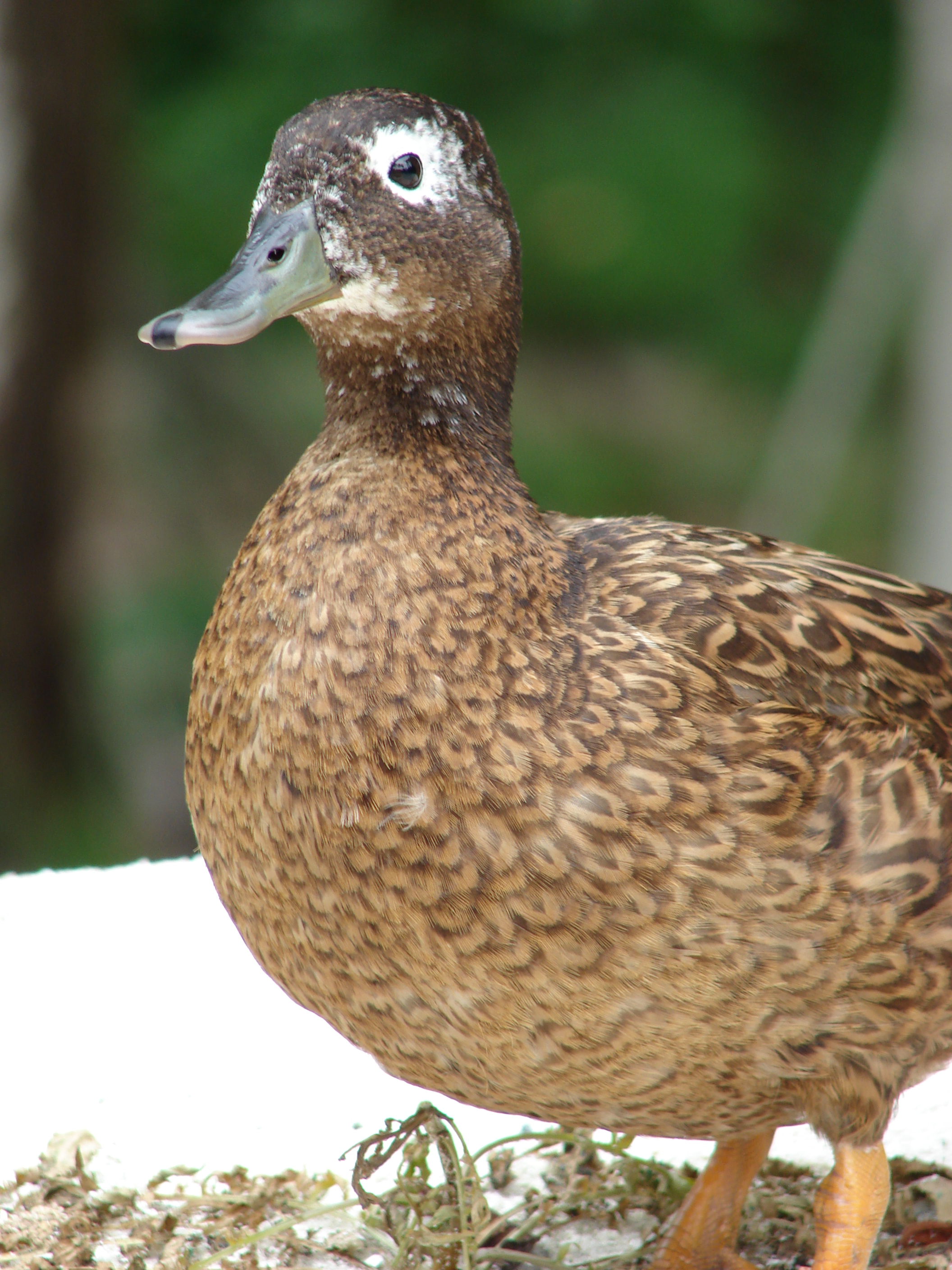